# Çukurağıl, Seyitgazi
Çukurağıl là một xã thuộc huyện Seyitgazi, tỉnh Eskişehir, Thổ Nhĩ Kỳ. Dân số thời điểm năm 2011 là 89 người.